# Soyons
Soyons är en kommun i departementet Ardèche i regionen Auvergne-Rhône-Alpes i sydöstra Frankrike. Kommunen ligger  i kantonen Saint-Péray som ligger i arrondissementet Tournon-sur-Rhône. År 2022 hade Soyons 2 298 invånare.

## Befolkningsutveckling
Antalet invånare i kommunen Soyons
Referens: INSEE